# Огарёв, Михаил Васильевич
Михаил Васильевич Огарёв (1819—1875) — русский генерал, участник Туркестанских походов и Крымской войны.

## Биография
Михаил Огарёв родился 5 сентября 1819 года и происходил из дворян Новгородской губернии.
Зачисленный 19 ноября 1823 году в Дворянский полк, он, по окончании воспитания в этом заведении был произведён 25 марта 1828 г. в подпрапорщики и назначен в Гренадерский графа Аракчеева полк.
С этим полком, в чине подпоручика, он принимал участие в подавлении Польского восстания 1831 года, причем за отличия и храбрость, выказанные в делах под г. Вильно, был награждён орденом св. Анны 4-й степени с надписью «За храбрость» и произведён в поручики.
Переведённый 20 июня 1837 года в Нижегородский графа Аракчеева кадетский корпус, он, спустя пять лет, был произведён в капитаны, а в 1849 году в подполковники, с переводом в пехотный фельдмаршала графа Дибича-Забалканского полк.
Затем Огарёв служил в Московском пехотном полку, в линейном Оренбургском № 2 батальоне и наконец 3 марта 1851 г. был назначен командиром линейного Оренбургского № 5 батальона. Два года спустя, 28 сентября 1853 г., Огарёв получил новое назначение — исправляющим должность коменданта Ак-Мечети (впоследствии форт Перовский), начальника укреплений и войск левого фланга Сыр-Дарьинской линии и в том же году, 26 ноября, был награждён орденом св. Георгия 4-й степени (№ 9140 по списку Григоровича — Степанова) за беспорочную 25-летнюю службу в офицерских чинах. Ещё не успев получить орден, Огарёв 18 декабря 1853 г. руководил доблестной защитой Ак-Мечети от многотысячного скопища кокандцев, которым нанес решительное поражение. Служба в Туркестане дала Огарёву широкую возможность выказать свой храбрость и распорядительность и уже в следующем году за отличие в делах против кокандцев он был произведён из подполковников в полковники и сразу же в генерал-майоры, с оставлением по армии.
Вслед за тем он получил в командование 1-ю бригаду 12-й пехотной дивизии и за отличие, выказанное им в делах против англо-французов на Чёрной речке и Федюхиных высотах был награждён орденом Святого Станислава 1-й степени.
В октябре 1857 года М. В. Огарёв был прикомандирован к штабу отдельного Корпуса внутренней стражи, по упразднении же этого корпуса оставался в запасных войсках до 16 ноября 1864 г., когда был назначен для особых поручений при командующем войсками Казанского военного округа.
28 октября 1865 года, он был назначен помощником начальника местных войск Казанского военного округа. Это была последняя его должность, которую он занимал до 10 мая 1867 года, когда был зачислен в запасные войска.
Михаил Васильевич Огарёв скончался 2 апреля 1875 года.